# Стандартный шотландский ритуал

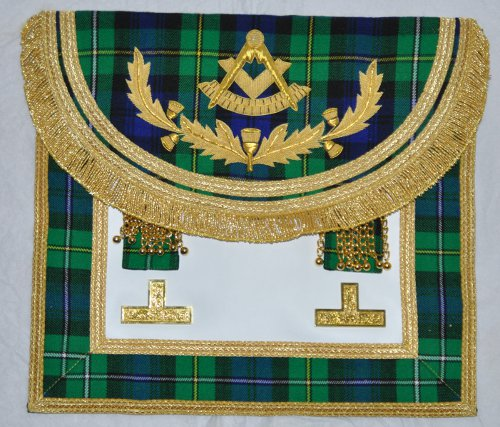
Запон Стандартного шотландского ритуала

Стандартный шотландский ритуал (фр. Rite standard d'Écosse) (СШР) — масонский ритуал, который практикуется в Великой ложе Шотландии, в Великой национальной ложе Франции, и ещё в нескольких великих ложах.

## История ритуала

### Происхождение ритуала
История ритуала уходит корнями в масонское шотландское наследие, которое сохранилось благодаря первым известным фактам истории шотландского масонства. Первые упоминания об этом ритуале относятся к ложе «Килуиннинг» № 0, являющуюся материнской для всех лож шотландского города Килуиннинг. Ложа была основана до 1598 года. Принято считать, что этот ритуал является ремесленнической формой масонского ритуала, и поэтому является самым старым и наиболее близким к истокам масонства. Он также является ритуалом старейших и известных в мире лож.
Этот ритуал относится к тому же семейству, что и Ритуал Эмулейшн. СШР существенно отличается от других шотландских ритуалов. Стандартный, в названии, означает «общий».
Стандартный шотландский ритуал, как и большинство современных ритуалов, был кодифицирован в девятнадцатом веке. Текущая версия датируется 1969 годом, как Стандартный ритуал шотландского масонства.

### Во Франции

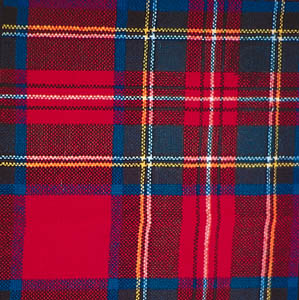
Тартан установленного образца для запонов СШР во Франции

Стандартный шотландский ритуал практикуется во французском масонстве более тридцати лет в Великой национальной ложе Франции.
Ритуал практикуемый во Франции был переведён с английского языка в 1986 году в версии: Стандартный ритуал шотландского масонства, Эдинбург, 1969 год. Этот вариант является компиляцией из двух текстов:
— Шотландский рабочий [вариант] для Craft масонства, Лондон, 1967 год.
— Шотландский ритуальный Craft, Эдинбург, 1954 год.
Их можно рассматривать как варианты одного ритуала, которые до сих пор практикуются в ложах Шотландии.
В Шотландии, масонский запон указывает на членство в определённой ложе, к которой принадлежит масон. Разнообразие запонов варьируется от ложи к ложе. Во Франции запон указывает только на практикуемый ложей ритуал. Стандартный запон, как это было определено по согласованию с руководством ВНЛФ оформлен как тартан Короля Стюарта. Запон носится под пиджаком. Обычно пиджак был короткий и поэтому запон носили под ним.

## Градусы
Изначально градусы в СШР сгруппированы в пять классов:
1. Ученик
2. Подмастерье
3. Мастер
4. Марк-мастер
5. Досточтимый мастер

Это группирование градусов очень похоже на систему практиковавшуюся в ремесленнических строительных товариществах, которое поддерживает ремесленный аспект ритуала.
После закона о тайных обществах опубликованного в 1799 году в Англии, система изменилась и выглядела так:
1. Ученик
2. Подмастерье + метка
3. Мастер

Тайная церемония инсталляции досточтимого мастера официально используется при инсталляции ложи.
Во Франции, чтобы адаптировать к внутренним правилам ритуалы, градусы выглядят так:
1. Ученик
2. Подмастерье
3. Мастер

Степень метки рассматривается во Франции, как часть организаций дополнительных степеней.
Поскольку в масонской системе Шотландии нет дополнительных градусов, то используются они и обозначаются как сторонние градусы. Их отличительной особенностью, по сравнению с континентальными организациями дополнительных степеней является то, что доступ в них осуществляется через одобрение досточтимого мастера или приглашение.